# Velise Bonfante
Velise Bonfante és una poetessa en dialecte brescià. Nascuda a Màntua, fa uns cinquanta anys que viu a Desenzano del Garda. Des de la seva infància va poder escoltar i aprendre a parlar diversos idiomes amb els seus amics. Ha estat convidada en diverses ocasions a participar en els jurats de premis de poesia i a col·laborar en el diari Dipende Giornale del Garda amb la columna «Poeti di Dipende». Apassionada pel teatre, el 1995 va fundar la companyia La Compagnia de Riultèla, juntament amb alguns amics. També ha traduït obres de Giacomo Leopardi (L'infinìt), Giosuè Carducci (San Martì e Piànzer vècc) i Dante Alighieri (els primers versos de la Divina Comèdia). Alguns dels seus poemes (El süpilì ros, La fera de San Faüstì, A caàl del tèmp, El pì, Reciòch de fera i Al me òm) formen part de l'Antologìa del dialèt bresà.

## Obres

### Comèdia
- Dizìl coi Fiùr
- I Caai de la Bisnona
- L'ocaziù de fa bögada
- El quàder söl sölér
- Casimiro ciao-ciao
- Tadeo benedèt ve zo de chèl lèt
- La pröa de la scagna
- L'è mai isé come par
- I confècc co la mandola amara
- Villa Artemisia
- Clèmens de la Sovera
- El tròto Bernardo
- Mai schersà con chèl che no se sa - o sedenò - Operazione Borotalco
- El veciasì dei solfanèi
- Gh'era na olta en mago
- El gat de marmo négher - o sedenò - Gatì gatù liù
- Dumà compése j-agn
- Teodoro tignìt compàgn de l'oro
- Le alegre comàr de Riultèla (adaptació de Le allegre comari di Windsor de William Shakespeare)
- Pèr en pér de pér

### Llibres
- Òja de Primaera - poesia en brescià
- El supilì ros - poesia en brescià
- A caàl del tèmp - poesia en brescià
- Gira - Girasùl - poesia en brescià
- Come se faa - come se fa - recerca
- Vocabolando - recerca sobre paraules i modismes de l’italià al dialecte brescà[1]